# أنور نسيبة
أنور نسيبة، (1913 - 1986)، سياسي فلسطيني، ينتمي لعائلة نسيبة العربية العريقة التي تنحدر من نسل الصحابية نسيبة بنت كعب وهي التي دافعت عن النبي محمد في غزوة أحد عام 625م السنة الثالثة للهجرة. كان أنور نسيبة قومياً عربياً أمن بالديمقراطية البرلمانية وآمن بأهمية الحفاظ على الإجماع العربي على أساس أن الوحدة العربية أكثر أهمية من الفروق الفردية.
آمن أنور نسيبة أيضاً بقبول إرادة الأغلبية، ومن هنا جاءت مشاركته في السياسة الأردنية التي أعقبت مؤتمر أريحا عام 1984. فقد رأى أن التمسك بالمبادئ لا يمنع من الحوار مع الآخر، وهذا ما انعكس على سمعته كشخص ذو أفكار منفتحة. كما أكد دائماً على أن اليهود، كساميين، كانوا عرباً ولهم كافة الحقوق المستحقة للعرب في جميع أنحاء العالم العربي. قبل عامم 1947، أجرى العديد من المحامين اليهود أبحاثهم في مكاتبه. وقد قاد هذا الاعتقاد إلى دعمه لحل الدولة الواحدة لفلسطين عام 1939، ومعارضته للعقائد الفاشية التي انتشرت في أوروبا في ثلاثينيات القرن العشرين. عندما دعاه ميشيل عفلق للمشاركة في تأسيس حركة البعث، رفض في برقية أرسلها تتضمن سطراً واحداً «لقد عارضت دائماً النازية». كما عارض دائماً طرد اليهود من الدول العربية في مرحلة ما بعد 1947.

## حياته الشخصية
ولد نسيبة في القدس. وقد كان الفلسطيني العربي الأول الذي أرسل إلى مدرسة حكومية إنجليزية، فقد أرسل للدراسة في «بيرس» في كامبريدج. ثم انتقل إلى كلية كوينز في كامبريدج، حيث درس القانون. وكان رياضياً إذ قاد فريق التنس في الكلية وحقق إنجازات في الفروسية، فضلاً عن موهبته في العزف على البيانو. بعد كامبريدج.

## عمله
أثناء الانتداب البريطاني على فلسطين، عمل مسؤولاً عن الأراضي، ثم قاضٍ في الناصرة ثم يافا. في الوقت نفسه، عمل مع حميه «يعقوب بك الغصين» في حركة مقاومة القومية البريطانية وساعد في العمليات السرية لتوفير مصادر للسلاح للمتمردين القوميين الفلسطينيين. عام 1939، دعم كتاب أبيض لسنة 1939 الذي دعا إلى إنشاء دولة واحدة ديمقراطية لكافة المواطنين في فلسطين بغض النظر عن أعراقهم. وقد رفضته الحركة الصهيونية. عام 1945، انتقل إلى لندن بناءً على طلب من عبد الرحمن باشا عزام (رجل الدولة المصري المعروف والذي كان صديقاً ليعقوب بك ومؤسس جامعة الدول العربية) لرئاسة المكتب العربي هناك. واعتبر ذلك خطوة مضادة لانتقال المفتي إلى برلين.
عام 1947، تم تعيينه أميناً للجنة الوطنية العربية، وكان مسؤولاً عن تنسيق عمليات الدفاع عن القدس عندما اندلعت أعمال القتال في 1948. وقد أبلت فرقته بلاءً حسناً حيث منعوا القوات الإسرائيلية من التقدم في المدينة القديمة في المراحل الأخيرة من الحرب، لكنهم تعرضوا للهزيمة في النهاية بسبب استعدادية الإسرائيليين وتسلحهم. في المراحل الأخيرة من حرب فلسطين 1948، بترت ساقه بعد تعرّض فرقته لكمين نصبته القوات الإسرائيلية. بعد فترة وجيزة قضاها في بيروت للتعافي، عاد إلى فلسطين ليصبح وزيراً لمجلس الوزراء لحكومة فلسطين في غزة. بعد 1948، قاد الوفد العربي لبحث شروط الهدنة وخط وقف إطلاق النار مع الحكومة الإسرائيلية التي تأسست حديثاً. فقد عارض أصلاً مؤتمر أريحا (بعكس شقيقه حازم) عام 1948، لكنه قبل إرادة الأغلبية وعاد إلى القدس للعمل في الحكومة الأردنية.
شغل أنور نسيبة عدة مناصب وزارية في الحكومة الأردنية، بما في ذلك الدفاع والداخلية والتعليم. كما كان عضواً في مجلس الأعيان الأردني. في 1961، أصبح حاكماً للقدس لكنه أقيل بعد أن رفض السماح لعضو مجلس الشيوخ الأمريكي بعبور بوابة ماندلباوم من إسرائيل إلى القدس، على اعتبار أن هذا الفعل كان سيكون بحكم الأمر الواقع اعتراف بأن الحدود كانت قانونية، بدلاً من كونها مجرد خط وقف إطلاق الناس. أقاله الملك حسين آنذاك ما أدى إلى أعمال شغب في القدس من قبل الداعمين له. عام 1964، أصبح سفيراً للأردن في محكمة سانت جيمس. خلال الفترة التي قضاها سفيراً في لندن، أنشأ نسيبة علاقات جيدة مع العائلة المالكة البريطانية.
عاد أنور نسيبة إلى القدس قبل حرب 1967 (إذ كان قد تخلى عن منصبه)، وعاش فيها خلال الاحتلال. في 1974، عارض القمة العربية 1974 (الرباط) لسببين، الأول أنه اعتفد أن الملك الحسين بن طلال والرئيس جمال عبد الناصر كان عليهما واجباً أخلاقياً تجاه الفلسطينيين لاستعادة حدود 1967 لأن أراضي فلسطين ضاعت أثناء حكمهما، والثاني أنه اعتقد أن جعل منظمة التحرير الفلسطينية «الممثل الوحيد للشعب الفلسطيني» كان مجرد مقدمة لقبول شرعية دولة إسرائيل. وكان يرى أن الخطوة الأولى كانت قرار الأمم المتحدة 242، ثم مناقشة المبادئ الديمقراطية كحل أخلاقي وحيد لهذه المشكلة. لكنه دائماً ما أوضح وجهة نظره أن رفضه الشديد لقبول شرعية دولة إسرائيل لم يمنعه من الحوار مع زملاء عرب مختلفين في الدين وبذا أصبح أحد الفلسطينيين المشاركين في أول اتصالات مع إسرائيل بعد أن احتلت القطاع العربي من مدينة القدس.
أما آخر مهامه في الخدمة العامة فكانت منصب رئيس شركة كهرباء القدس الشرقية، التي أصبحت مركز لعمليات شد وجذب حول مدى مشروعية الاحتلال الإسرائيلي للقدس الشرقية.

## مناصب شغلها
شغل أنور نسيبة المناصب التالية:;
- مسؤول أراضي القدس، 1936.
- قاضي الصلح في الناصرة ثم في يافا.
- رئيس المكاتب العربية في لندن، 1945.
- أمين اللجنة الوطنية العربية (تنسيق الدفاع عن القدس)، 1947-1948.
- أمين مجلس الوزراء في حكومة عموم فلسطين، التي شكلها أمين الحسيني في غزة، تموز - تشرين الأول 1948.
- أنتخب عام 1950 كممثل فلسطين في مجلس الأمة الأردني.
- عيّن في أيلول 1952، في مجلس الوزراء كوزير دفاع، وفي وقت لاحق وزير التنمية والإعمار، ثم وزير للداخلية وأخيراً وزيراً للتربية والتعليم.
- عام 1963، عين في مجلس الأعيان.
- عام 1961، عين محافظاً للقدس.
- عين سفيراً في المملكة المتحدة في الفترة 1965-1967
- مستشار قانوني للأونروا في الفترة 1967 - 1979.
- عين رئيساً تنفيذياً لشركة كهرباء القدس الشرقية في الفترة 1979 - 1986.

كان أنور نسيبة أيضاً وصياً على كنيسة القيامة في البلدة القديمة في القدس.

## وفاته
توفي السيد نسيبة في 22 تشرين الثاني 1986، في منزله في القدس عن عمر ناهز 74. ودفن عند بوابات الحرم القدسي الشريف ضمن حدود المسجد الأقصى. وقد حضر جنازته الآلاف.

## روابط خارجية
- موقع رئاسة الوزراء في الأردن
- مجلس الأعيان الأردني